# Luis de Fuensalida
Fray Luis de Fuensalida O.F.M., (Fuensalida, Toledo (España); ¿? - Nueva España; franciscano, evangelizador de América. franciscano español que vivió en el siglo XVI. Fue uno de los denominados doce apóstoles, grupo de franciscanos que llegó a México en 1524, dos años y nueve meses después de la toma de la capital, y que ejerció las primeras labores misioneras entre los aztecas. Se dice que los doce apóstoles bautizaron a más de un millón de indios.

## Biografía
Fue el uno de los evangelizadores incorporados a la expedición encabezada por Fray Martín de Valencia, en 1524, con destino a Nueva España, pocos años después de la conquista del imperio azteca por Hernán Cortés. En Palermo había sido portero en la Casa Grande de Sevilla, donde muy probablemente había profesado. Los llamados "Doce Apóstoles de México" pertenecían a la orden de Frailes Menores de la Observancia, y fueron ellos quienes comenzaron la evangelización de la Nueva España.
Fue el primero en aprender la lengua autóctona, y fue el encargado de escribir varias crónicas que se perdieron con el paso del tiempo. Se dice que fue el responsable de interpretar el "Códice 3 Coyote", tarea que le llevó más de 4 años desde 1528 hasta 1533, año en el que se le vería por última vez. No se tiene un registro exacto de su muerte o de su desaparición, aunque se dice que sus últimos días los pasó recluido en el colegio franciscano, elaborando manuscritos que describían los usos y costumbres indígenas.

## Códice 3 Coyote
Fue el "Códice 3 Coyote", sin duda su trabajo más destacado, en su afán por ayudar a un indígena que se rehusó al bautizo, Luis de Fuensalida interpretó dicho códice haciendo anotaciones en castellano, que sirvieron para entender mejor el contenido del antiguo documento. El trabajo que significó entender y transcribir este documento, le llevó más de 4 años, en los cuales su estado físico así como su estado mental, se deterioraron progresivamente, para finales del año 1532, Luis de Fuensalida se hallaba irreconocible, e iniciado el año 1533, no se volvió a ver más.